# Team 3M
Das Team 3M ist ein ehemaliges belgisches Radsportteam mit Sitz in Zulte.
Die Mannschaft wurde 2013 gegründet und nimmt als Continental Team an den UCI Continental Circuits teil. Manager ist Marc Herremans, der von dem Sportlichen Leiter MarcStefaan Sweeck unterstützt wird.
Ende 2016 wurde das Team aufgelöst. 

## Saison 2016

### Abgänge – Zugänge
| Zugänge            | Team 2015                        | Abgänge              | Team 2016              |
| ------------------ | -------------------------------- | -------------------- | ---------------------- |
| Edwig Cammaerts    | Veranclassic-Ekoï                | Connor McConvey      | An Post-Chain Reaction |
| Laurent Évrard     | Wallonie-Bruxelles               | Fabrice Mels         | Unbekannt              |
| Jelle Goderis      | Veranclassic-Ekoï                | David Montgomery     | An Post-Chain Reaction |
| Piotr Havik        | Rabobank Development Team        | Kevin Panhuyzen      | Unbekannt              |
| Yoeri Havik        | SEG Racing                       | Dimitri Peyskens     | Veranclassic-AGO       |
| Dick Janssen       | WV De Jonge Renner               | Elliott Porter       | Unbekannt              |
| Jérôme Kerf        | Vérandas Willems                 | Jake Tanner          | Unbekannt              |
| Bob Schoonbroodt   | Parkhotel Valkenburg Continental | Geert van der Weijst | Unbekannt              |
| Ricardo van Dongen | SEG Racing                       | Dylan van Zijl       | Unbekannt              |
| Kenny Willems      | Toekomstvrienden-Rock Werchter   | Tim Vanspeybroeck    | Unbekannt              |
|                    |                                  | Nicolas Vereecken    | An Post-Chain Reaction |

### Mannschaft
| Teamkader 2016                            | Teamkader 2016     | Teamkader 2016 | Teamkader 2016                          |
| Name                                      | Geburtsdatum       | Land           | Vorheriges Team                         |
| ----------------------------------------- | ------------------ | -------------- | --------------------------------------- |
| Edwig Cammaerts                           | 17. Juli 1987      | Belgien        | Veranclassic-Ekoï (2015)                |
| Jaap de Man                               | 28. März 1993      | Niederlande    |                                         |
| Gertjan De Vos                            | 7. August 1991     | Belgien        |                                         |
| Martijn Degreve                           | 14. April 1993     | Belgien        |                                         |
| Laurent Évrard                            | 22. September 1990 | Belgien        | Wallonie-Bruxelles (2015)               |
| Jelle Goderis                             | 24. März 1991      | Belgien        |                                         |
| Piotr Havik                               | 7. Juli 1994       | Niederlande    | Rabobank Development (2015)             |
| Yoeri Havik                               | 19. Februar 1991   | Niederlande    | SEG Racing (2015)                       |
| Dick Janssen                              | 1. August 1994     | Niederlande    |                                         |
| Jimmy Janssens                            | 30. Mai 1989       | Belgien        |                                         |
| Jérôme Kerf                               | 1. September 1993  | Belgien        | Verandas Willems (2015)                 |
| Bob Schoonbroodt                          | 12. Februar 1991   | Niederlande    | Parkhotel Valkenburg Continental (2015) |
| Christophe Sleurs                         | 25. Juni 1990      | Belgien        |                                         |
| Ricardo van Dongen                        | 18. Juni 1994      | Niederlande    | SEG Racing (2015)                       |
| Melvin van Zijl                           | 10. Dezember 1991  | Niederlande    |                                         |
| Emiel Vermeulen                           | 16. Februar 1993   | Belgien        | EFC-Omega Pharma-Quick Step (2013)      |
| Michael Vingerling                        | 28. Juni 1990      | Niederlande    | Koga (2012)                             |
| Kenny Willems                             | 27. Oktober 1993   | Belgien        |                                         |
|                                           |                    |                |                                         |
| Quellen: ProCyclingStats Cycling Archives |                    |                |                                         |

## Platzierungen in UCI-Ranglisten
UCI Europe Tour
| Saison | Mannschaftswertung | Fahrerwertung             |
| ------ | ------------------ | ------------------------- |
| 2013   | 59.                | Wouter Wippert (111.)     |
| 2014   | 65.                | Michael Vingerling (239.) |
| 2015   | 78.                | Nicolas Vereecken (348.)  |
| 2016   | 68.                | Emiel Vermeulen (436.)    |